# Korykische Grotten
Koordinaten: 36° 27′ 9″ N, 34° 6′ 20″ O

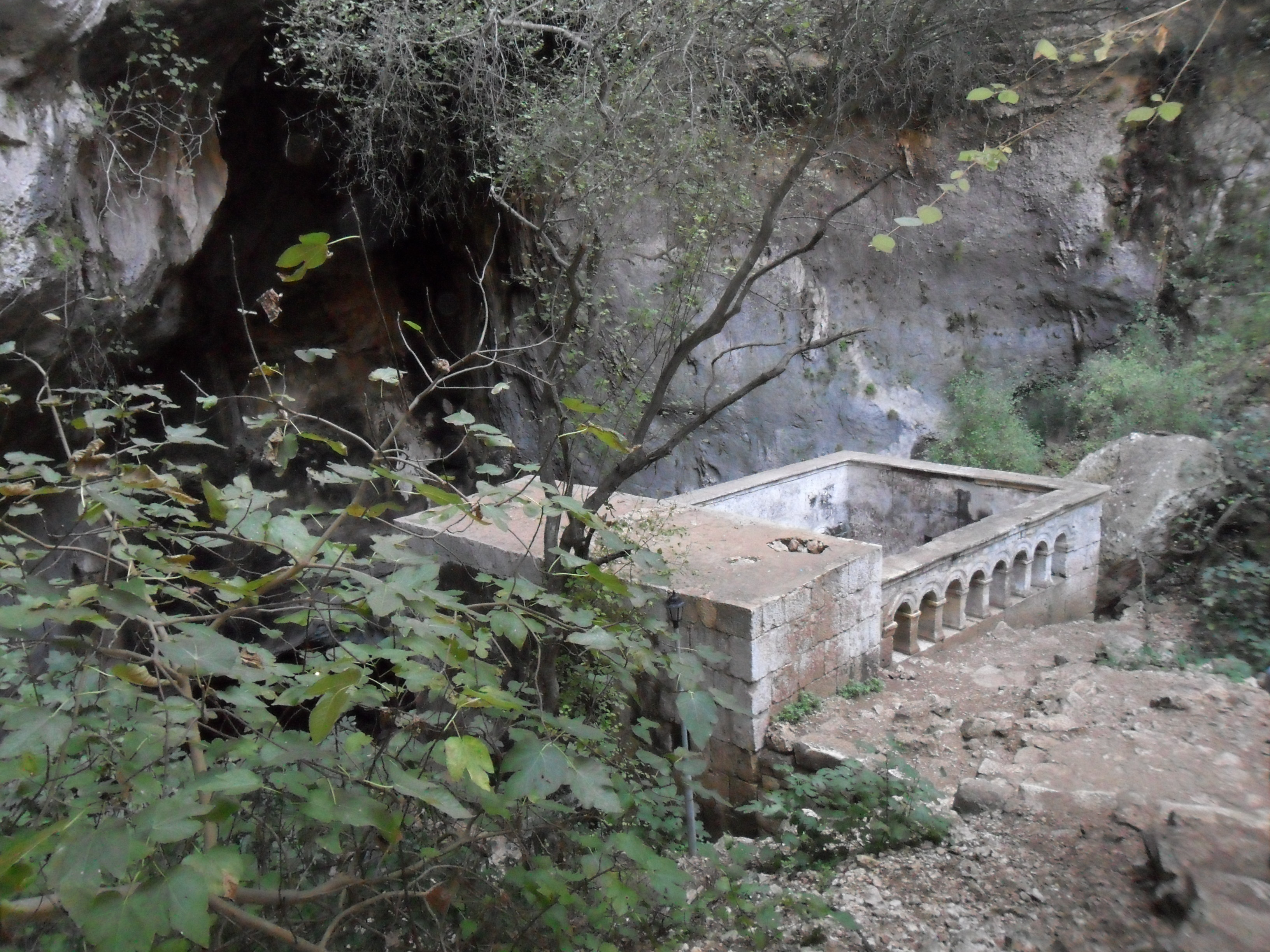
Kirche des 5. Jahrhunderts in der Grotte

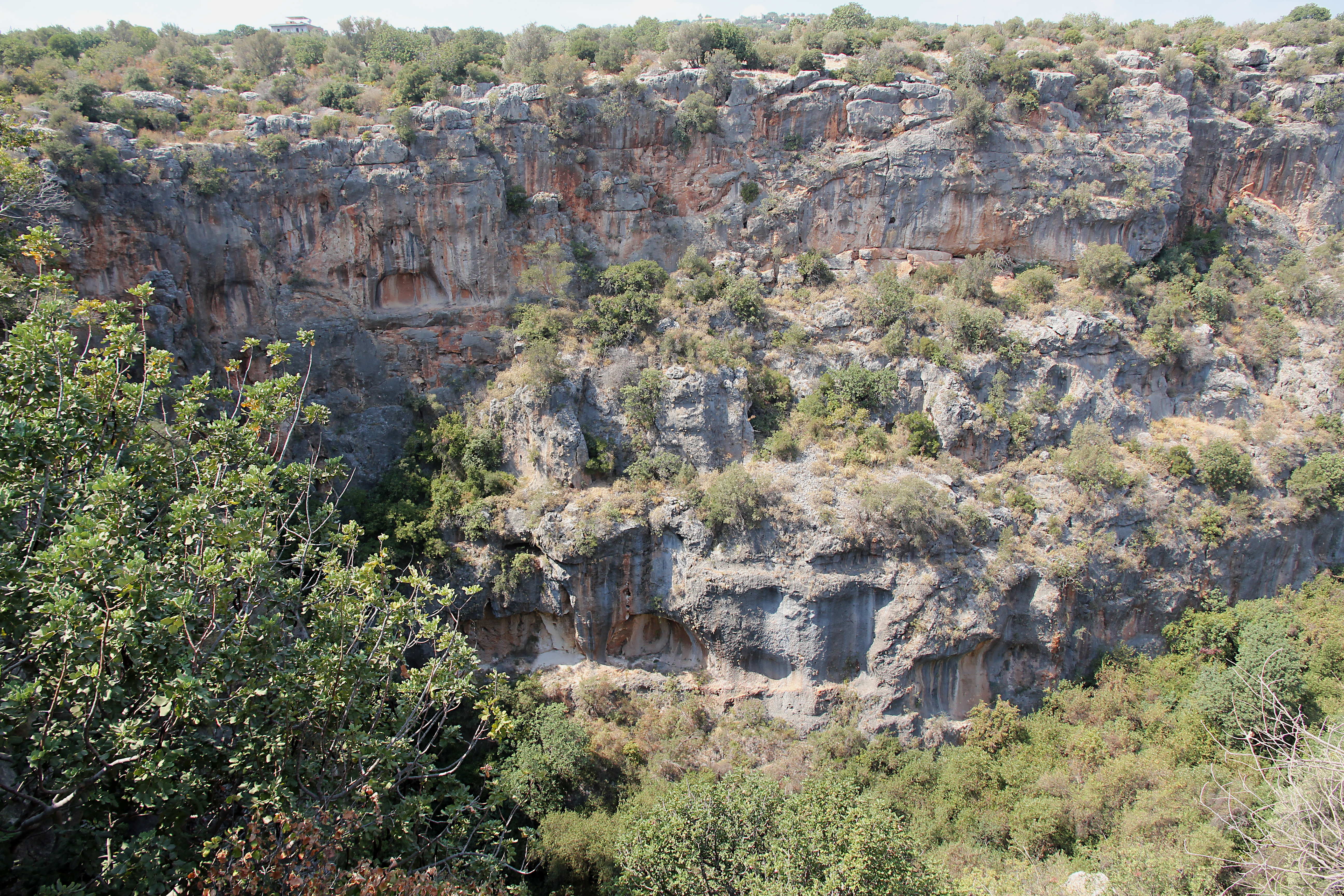
Blick in die Doline

Die Korykischen Grotten sind zwei Einsturzdolinen in Kilikien. Sie liegen nahe Narlıkuyu an der türkischen Südküste, östlich von Silifke in der Provinz Mersin. Sie sind benannt nach der nahe liegenden antiken Stadt Korykos, dem heutigen Kızkalesi, ihr türkischer Name ist Cennet ve Cehennem (Himmel und Hölle), der antike Name lautet Korykion Antron (Κωρύκ[ε]ιον ἄντρον).

## Antike Erwähnungen
Die korykischen Grotten wurden bereits von Strabon erwähnt, auch Pomponius Mela beschreibt sie ausführlich als „...von ganz besonderer Beschaffenheit und wunderbarer, als dass man sie entsprechend beschreiben könnte. Sie öffnet mit weitem Eingange den Gipfel des zehn Stadien hohen Berges. Man steigt auf engem rauhen Pfade 1500 Schritt tief hinab und wird mit Erstaunen erfüllt, indem man unten von grünen Wäldern, Quellen und Bächen umgeben ist. Ein Fluss tritt hervor, verschwindet aber sofort wieder, in den unterirdischen Tiefen...“

## Entstehung
Die Grotten verdanken ihre Existenz einem unterirdischen Fluss, der bei Narlikuyu ebenfalls unterirdisch ins Mittelmeer mündet. Er bildete im Karst ein Höhlensystem, dessen Decke einstürzte und so die beiden Dolinen bildete.

## Der Himmel

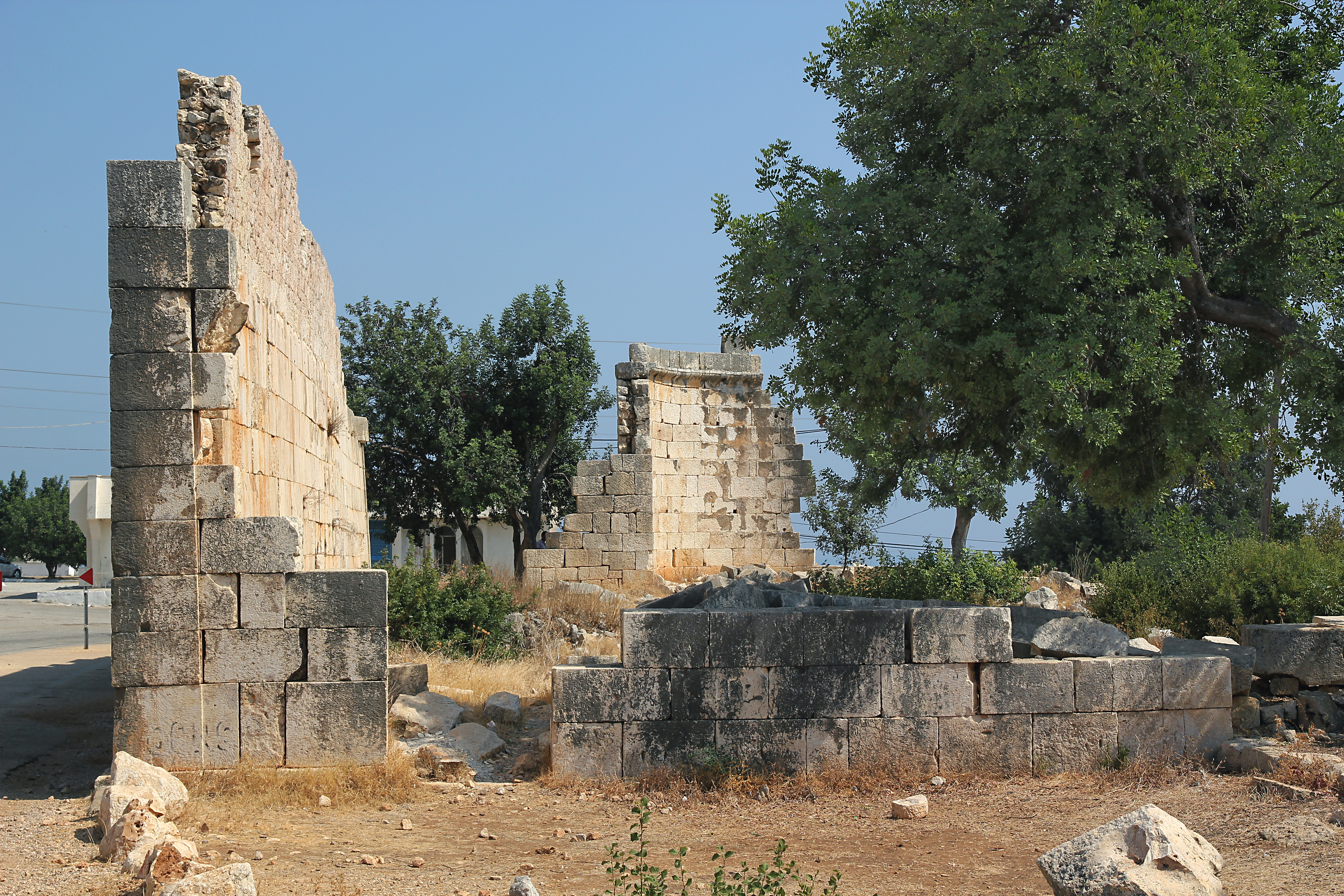
Ruinen des zur Basilika umgebauten Zeustempels

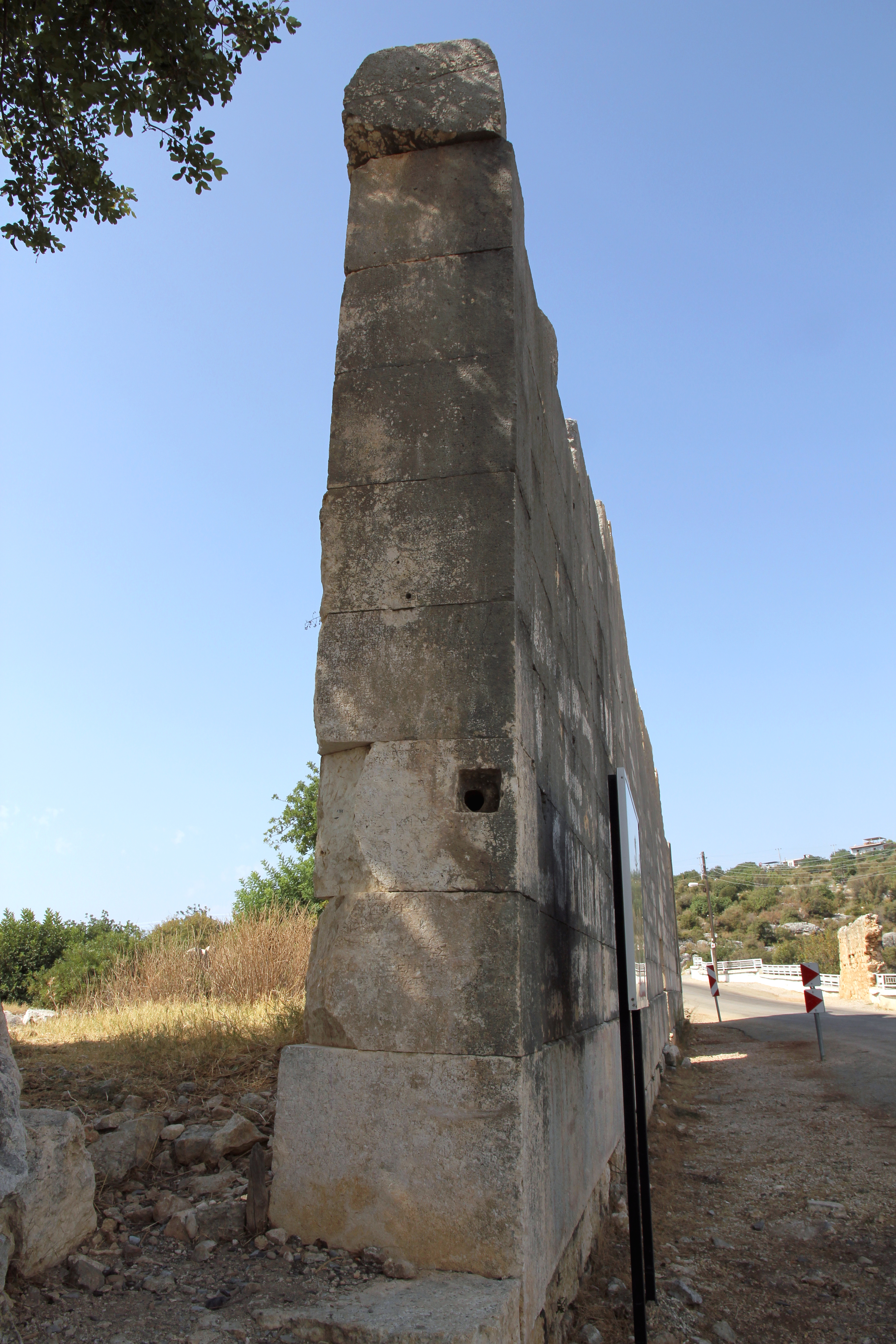
Priesterlisten an der Tempelwand

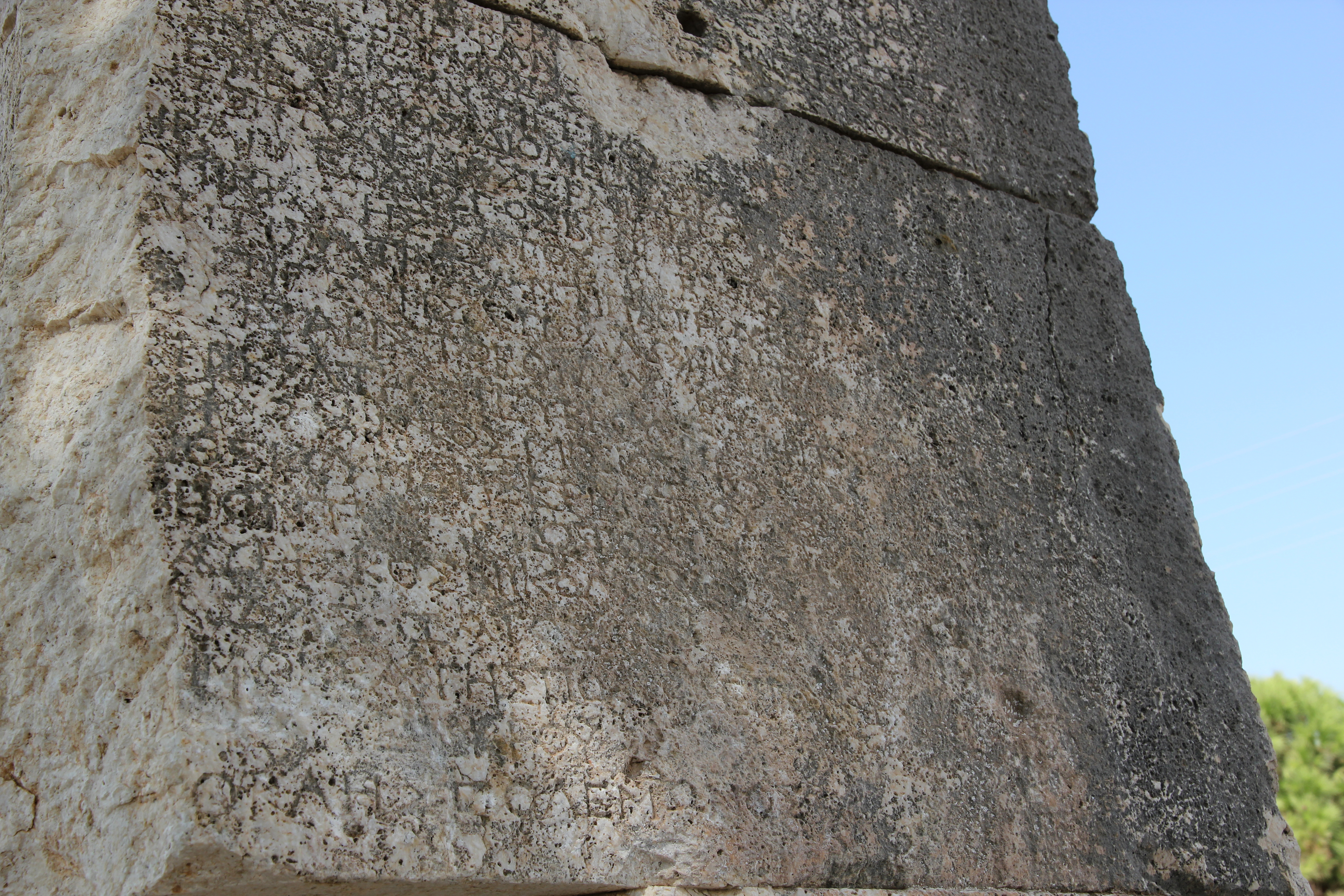
Priesterlisten Detail

Die südliche, größere der beiden Grotten, Cennet, besteht aus einem Kessel von etwa 100 m Breite und 200 m Länge. Er ist mehr als 100 m tief und über 290 Stufen zu begehen. Am Boden gibt es eine reichhaltige Vegetation, laut Strabon wuchs hier der beste Safran, es herrscht sehr hohe Luftfeuchtigkeit. Am Ende des Abstiegs findet man die Reste einer kleinen Marienkapelle aus dem fünften Jahrhundert. Die Außenwände sind erhalten, am Torsturz ist eine armenische Inschrift zu sehen. Dahinter beginnt die eigentliche Höhle, Typhonhöhle genannt, die in antiker Zeit auch als Eingang zur Unterwelt galt. Über glatte Steine ist ein weiterer Abstieg möglich, nach nochmals 250 m ist das Rauschen des unterirdischen Flusslaufs zu hören. 

### Zeustempel
Am oberen Rand des Kessels stehen im Süden Reste eines Tempels des Zeus Olbios oder Zeus Korykios aus dem dritten Jahrhundert v. Chr. Der Tempel wurde in dorischer Ordnung errichtet mit zwei Säulen zwischen den Anten. Auf den glatten Quadern der Nordwand sind 130 Namen von Priestern aus hellenistischer und römischer Zeit verzeichnet, darunter ein Archelaos, Sohn des Archelaos. Nach Serra Durugönül handelt es sich bei dem Vater um Archelaos I. von Kappadokien, dem nach 25 v. Chr. von Augustus Teile des Rauen Kilikien mitsamt dem Priesteramt übertragen wurden. Damit sind die Priester annähernd datierbar, da von einer jeweiligen Amtsdauer von einem Jahr ausgegangen werden kann. Westlich davon sind Reste einer Polygonalmauer zu sehen, der Umfassungsmauer des inneren Tempelbezirks. Im 4. oder 5. Jahrhundert wurde der Tempel zur christlichen Basilika umgebaut, wobei große Teile des Originalmauerwerks verwendet wurden.
Folgt man der von Narlıkuyu kommenden Straße weitere 2,5 Kilometer, gelangt man zur Ruine der Kirche von Hasanaliler.

## Die Hölle
100 m weiter nördlich liegt Cehennem, ein 128 m tiefer, nahezu runder Kessel mit etwa 50 m Durchmesser. Er ist wegen der senkrechten, teilweise überhängenden Wände nicht begehbar,  am Boden ist Bewaldung erkennbar. Die angeblich sauerstoffarme oder gar giftige Luft in der Tiefe soll bei Besteigungsversuchen schon zu Todesopfern geführt haben.

## Dilek-Höhle
Etwa 300 m südwestlich vom Himmel liegt die Dilek Mağarası, auch Astım Mağarası (Asthmahöhle) genannt. Es handelt sich um eine Tropfsteinhöhle, der heilende Kräfte nachgesagt werden. Die Höhle ist 250 m lang, 10 bis 15 m breit und hoch und ist für Besucher erschlossen.

## Mythologie
Nach der griechischen Mythologie waren die korykischen Grotten Wohnsitz des Ungeheuers Typhon. Um sich an Zeus für die Niederlage der Titanen zu rächen, vereinigte sich Gaia mit Tartaros und gebar hier den Typhon, ein Ungeheuer mit menschlichem Oberkörper, dessen Unterleib aus vielen Schlangenkörpern bestand, mit hundert schlangenköpfigen Armen. Im Kampf mit Zeus schnitt Typhon diesem die Sehnen heraus und raubte ihm seine Blitze. Er versteckte Zeus in der korykischen Höhle, wo ihn Hermes fand und ihm die geraubten Sehnen wieder einsetzte. Im Wiederbesitz seiner Blitze konnte Zeus den Typhon schließlich auf dem thrakischen Berg Haimos besiegen und begrub ihn zu guter Letzt unter der Insel Sizilien. Dort tritt der giftige Feueratem des Typhon heute noch durch den Schlund des Ätna zu Tage.